# آستین الرگو
آستین الرگو (Austin Allegro) خودرویی است که در سال‌های ۱۹۷۳–۱۹۸۳ در میلان تولید شده‌است. طراحی آن خودروهای موتور جلو-محور جلو بوده‌است.